# Głód alkoholowy
Głód alkoholowy – stan psychiczny charakteryzujący się silną i trudną do odparcia chęcią wypicia alkoholu. Jego następstwem jest upośledzenie lub utrata kontroli nad piciem alkoholu. Należy on do podstawowych objawów uzależnienia od alkoholu. Głód alkoholowy może być inicjowany przez szerokie spektrum czynników. Pośród nich najczęściej wymienia się odczucia łaknienia (głodu pokarmu), złości, rozdrażnienia, samotności, znudzenia lub zmęczenia. Głód alkoholowy może także pojawiać się w miejscach czy sytuacjach kojarzonych z alkoholem, jak również po wypiciu niewielkiej ilości alkoholu. Zmaganie się z narastającym głodem alkoholowym zwykle wiąże się ze spiętrzaniem się napięcia psychicznego, niepokoju lub rozdrażnienia. U osób uzależnionych po zaprzestaniu picia alkoholu lub detoksykacji alkoholowej odczucie głodu alkoholowego zwykle okresowo nawraca, lecz najczęściej jego nasilenie stopniowo maleje. Nawroty głodu alkoholowego mogą pojawiać się nawet po wielomiesięcznym okresie całkowitej abstynencji od alkoholu, a u część uzależnionych nawraca on nawet po upływie wielu lat od ostatniego sięgnięcia po alkohol. Głód alkoholowy jest jednym z kluczowych problemów osób uzależnionych od alkoholu. Jest on częstą przyczyną przerywania abstynencji, upajania się alkoholem i rozpoczynania ciągów alkoholowych, pomimo świadomości szkód spowodowanych przez chorobę alkoholową. Nabycie umiejętności radzenia sobie z głodem alkoholowym jest jednym z najważniejszych celów terapii uzależnienia od alkoholu. Radzenie sobie z głodem alkoholowym przez uzależnionych jest dla nich tym trudniejsze, że często mają oni trudności rozpoznaniem obecnego u nich głodu alkoholowego. 